# 하루노 하루카
하루노 하루카(일본어: 春野 はるか, 한국명: 한보미)는 토에이 애니메이션 제작의 애니메이션《Go! 프린세스 프리큐어》에 등장하는 가공의 인물이다. 애니메이션에서 목소리를 연기한 성우는 일본판은 시마무라 유우, 한국판은 여민정이다.

## 프로필
※. 일본판 / 한국판 順
| 하루노 하루카 / 한보미 | 하루노 하루카 / 한보미 |
| ---------------------- | ---------------------- |
| 성별                   | 여자                   |
| 생일                   | 4월 10일               |
| 별자리                 | 양자리                 |
| 신분                   | 학생                   |
| 소속                   | 성 노블학원            |
| 포지션                 | 주인공, 주연           |
| 변신체                 | 큐어 플로라            |
| 상징색                 | 분홍색                 |
| 등장 프리큐어 시리즈   | Go! 프린세스 프리큐어  |

## 인물
Go! 프린세스 프리큐어에 나오는 주인공. 성 노블학원 중등부 1학년생. 
노블학원 중등부 기숙사에 입사하면서 기숙사 생활을 하게 되었으며 학교 생활에 기대하는 모습을 보이고 있는 성실한 성격이다. 
어릴 적에 카나타라는 소년을 만나면서 소중함을 배우며 드레스업 키를 받은 적이 있었다. 
성실하지만 때로는 덜렁거리며 실수를 할 때가 있다.
좋아하는 것은 도넛.

## 큐어 플로라
활짝 핀 꽃의 프린세스! 큐어 플로라!
하루노 하루카가 프리큐어로 변신한 모습. 상징색은 분홍색.
금발에 분홍색의 투톤이 혼합된 헤어스타일에 분홍색 의상을 입은 모습이며 전투면에서는 근접전투를 하는 편이다.

### 전투 기술

#### 변신용 드레스 업 키
- 모드 엘레강트

#### 엘레강트 드레스 업 키
- 모드 엘레강트 로즈

#### 미라클 드레스 업 키
- 모드 엘레강트 로즈

#### 프리미엄 드레스 업 키
- 프리미엄 드레스 사쿠라

#### 그랑 프린세스 키
- 그랑 프린세스